# Paulo Henrique (football, 1972)
Pour les articles homonymes, voir Paulo Henrique.
Paulo Henrique, de son nom complet Paulo Henrique Miranda est un footballeur brésilien né le 21 février 1972. Il était attaquant.